# Jozini
Jozini (officieel Jozini Local Municipality) is een gemeente in het Zuid-Afrikaanse district Umkhanyakude.
Jozini ligt in de provincie KwaZoeloe-Natal en telt 186.502 inwoners.

## Hoofdplaatsen
Het nationaal instituut voor de statistiek, Stats SA, deelt sinds de census 2011 deze gemeente in in 98 zogenaamde hoofdplaatsen (main place):
Banjana • Bhambanani • Bhekindoda • Bhokweni • Biva • Dubulwayo • Ebovini • eGujini • Ekhuhlehleni • eMachobeni • eManqayini • Emanyiseni • Embandleni • eMombeni • eMthonjeni • ePhosheni • eSiweni • eZinhlwathini • Ezinkunini • Fakude • Hlalanathi • Ingwavuma • Isihlangwini • Jozini • Jozini NU • Khandane • Khume • KwaBoniswayo • KwaDinabanye • KwaGedle • KwaJobe • KwaLiweni • KwaMabona • KwaMakhonyeni • KwaMangqwashu • KwaMbuzi • KwaNonjinjikazi • Kwaqondile • Lake View • Lindizwe • Lundini • Magugu • Majozini • Makane • Malobeni • Mangwazane • Manhlali • Manyiseni • Masabe • Mathenjwa • Mayaluka • Mbondla • Mhlekazi • Mjindi • Mkhanyeni • Mkhonjeni • Mkhuze • Mkuze • Mlambongwenya • Mngomezulu • Mphakathi • Mpileni • Mpondwana • Mpondweni • Mshonisalanga • Munywana • Muzi • Mziki • Mzinyoni • Nambulungwana • Ndabeni • Ndumo • Ndumu • Ngude • Ngwenyameni • Nhlabezinde • Nkangala • Nkungwini • Nkwambane • Nohhihhi • Nondabuya • Ntabayengwe • Nyawo • Ohlalwini • Ophondweni • Oshabeni • Phapheni • Pikinini Nyamazane • Qokolwane • Shemula • Sibongile • Sibonokuhle • Sihlangwini • Thembalethu • Tshaneni • Ubombo • Uphande • Zulwini.